# Jeórjiosz Dzavélasz
Jeórjiosz Dzavélasz (görögül: Γεώργιος Τζαβέλας) (Athén, 1987. november 26. –) görög labdarúgó, az AÉK játékosa. A görög válogatott tagjaként ott volt a 2012-es Európa-bajnokságon.

## Pályafutása

### Kérkira
Dzavélasz a Kérkirában kezdte profi pályafutását, a Láriszasz ellen mutatkozott be a csapatban.

### Panióniosz
2008-ban a Paniónioszhoz igazolt. 2008. szeptember 13-án, a Panszeraikósz ellen debütált. Első gólját december 7-én, Láriszasz ellen szerezte. Első szezonjában 17 mérkőzésen lépett pályára és két gólt szerzett. A következő idényben már állandó helye volt a kezdőben, de gólt nem lőtt.

### Eintracht Frankfurt
2010. június 3-án három évre szóló szerződést kötött az Eintracht Frankfurttal. 2011. március 12-én, egy Schalke 04 elleni meccsen megszerezte első gólját. 73 méterről talált be Manuel Neuer kapujába, ezzel új Bundesliga-rekordot állított fel. Április 8-án, a Werder Bremen ellen térszalagsérülést szenvedett, ami miatt a szezon hátralévő részét kihagyta. 2012. január 31-én leigazolta az AS Monaco. 2013 és 2017 között a görög PAÓK játékosa volt. 2017. január 21-én két és fél évre aláírt a török Alanyaspor csapatához.

## Válogatott
Dzavélasz 2009. november 15-én, egy Ukrajna elleni meccsre kapott először behívót a görög válogatottba, de a mérkőzésen nem játszott. 2010. szeptember 7-én, Horvátország ellen debütált. Bekerült a 2012-es Európa-bajnokságra és a 2014-es labdarúgó-világbajnokságra utazó keretbe.

## Külső hivatkozások
- Adatlapja a Görög Labdarúgó-szövetség honlapján
- Statisztikái a Fussballdaten.de-n